# 黄海青年线
黃海青年線（朝鲜语：／ Hwanghae ch'ŏngnyŏn sŏn */?）是朝鮮民主主義人民共和國的一條幹線鐵路，連結首都黄海北道沙里院市和黄海南道海州市。原为長淵線和黃海線的一部分，1944年10月1日全线通車。
全線為電氣化單線鐵路，設14個車站。途中經過的主要城市包括銀波、新院。

## 概述
该线路以日本統治時代建成的長淵線、沙海線和黄海本線组成的。现有区间中，未力站ー新院站ー下聖站（現下成站）之间的区间是朝鲜铁道于1925年9月1日开通的第一条窄轨线路。之后1929年至1933年，新院站、东海州站和海州站分阶段开通。1944年4月1日，黄海线收归国有。目前的下成站至海州站之间的线路是沙海线、下圣线和土海线的一部分。
1944年10月1日，沙里院站至下圣站段作为朝鲜总督府铁道黄海本线开通运营。同时，现有的下圣站因轨距不同而更名为旧下圣站。朝鲜战争停战后，黄海本线延伸至新院站，窄轨改为标准轨距。鹤峴站至东海州站之间的线路现已改线，与白川線的长方站连接。

## 車站
| 站名                    | 站名   | 站名                         | 站間里程 (km) | 轉乘路線 | 所在地   | 所在地   |
| 漢字名                  | 朝鮮語 | 英語 (馬科恩-賴肖爾表記法)   | 站間里程 (km) | 轉乘路線 | 所在地   | 所在地   |
| ----------------------- | ------ | ---------------------------- | ------------- | -------- | -------- | -------- |
| 沙里院青年站 (沙里院站) |        | Sariwŏn Ch'ŏngnyŏn (Sariwŏn) | 0.0           | 平釜線   | 黄海北道 | 沙里院市 |
| 松山站                  |        | Songsan                      |               |          | 黄海北道 | 鳳山郡   |
| 銀波站                  |        | Ŭnp'a                        |               | 殷栗線   | 黄海北道 | 銀波郡   |
| 墨川站                  |        | Mukch'ŏn                     |               |          | 黄海北道 | 銀波郡   |
| 御史站                  |        | Ŏsa                          |               |          | 黄海北道 | 銀波郡   |
| 雲陽站                  |        | Unyang                       |               |          | 黄海南道 | 新院郡   |
| 下成站                  |        | Hasŏng                       | 5.6           |          | 黄海南道 | 新院郡   |
| 新院站                  |        | Sinwŏn                       | 5.6           |          | 黄海南道 | 新院郡   |
| 七萬山站                |        | Ch'ilmansan                  |               |          | 黄海南道 | 新院郡   |
| 鹽灘站                  |        | Yŏmt'an                      |               |          | 黄海南道 | 新院郡   |
| 新酒幕站                |        | Sinjumak                     | 8.3           |          | 黄海南道 | 新院郡   |
| 鶴峴站                  |        | Hakhyŏn                      | 6.8           |          | 黄海南道 | 海州市   |
| 長芳站 (東海州站)       |        | Changbang (Tonghaeju)        | 6.4           | 白川線   | 黄海南道 | 海州市   |
| 海州青年站 (海州站)     |        | Haeju Ch'ŏngnyŏn (Haeju)     | 2.3           | 甕津線   | 黄海南道 | 海州市   |

### 废止区間
旧・沙海線（沙里院青年～新院段）
沙里院青年站(사리원청년역)（三江起点-11.9km） - 西沙里院站(서사리원역)（三江起点-10.4km） - 嵋谷站(미곡역)（三江起点-8.3km） - 西鐘站(서종역)（三江起点-3.7km） - 三江站(삼강역)（三江起点0.0km、長淵線に接続） - 広灘站(광탄역)（三江起点6.0km） - 石滩站(석탄역)（三江起点10.8km） - 花山站(화산역)（三江起点13.0km、连接内土線） - 長寿山站(장수산역)（三江起点16.2km） - 未力站(미력역)（三江起点20.9km） - 新院站(신원역)（三江起点30.7km、连接下聖線）
- 车站名称为废止时的车站名称。沙里院青年站和三江站之间的路段前身是长渊线，但这里也描述一下距起点的距离。
- 西沙里院站位于黄海北道沙里院市。
- 嵋谷站位于黄海北道鳳山郡。
- 西鐘站～広灘站各站位于黄海北道銀波郡。
- 石滩站～未力站各站位于黄海南道載寧郡。

旧・沙海線（長芳～海州港段）
東海州站(동해주역)（三江起点59.0km） - 青陽站(청양역)（三江起点62.1km） - 東浦站(동포역)（三江起点65.1km） - 海州埠頭站(해주부두역)（三江起点68.1km）
- 车站名称为废止时的车站名称。
- 所有车站均位于黄海南道海州市。

内土線
花山站(화산역)（花山起点0.0km、连接旧沙海線） - 内土站(내토역)（花山起点2.1km）
- 所有车站均位于黄海南道载宁郡。

## 脚注
1. ↑  朝鮮総督府官報 大正第3919号, 1925年9月8日
2. ↑  朝鮮総督府官報 昭和第1947号, 1933年7月7日
3. 1 2  .   [2024年12月1日]. （原始内容存档于2024年12月16日）.
4. ↑  .   [2024年12月1日]. （原始内容存档于2024年12月16日）.
5. ↑  百年の鉄道旅行 海州市